# Membrolle-sur-Choisille
Membrolle-sur-Choisille é uma comuna francesa na região administrativa do Centro, no departamento Indre-et-Loire. Estende-se por uma área de 6,87 km². Em 2010 a comuna tinha 3 374 habitantes (densidade: 491,1 hab./km²).